# Rondibilis paralaosica
Rondibilis paralaosica es una especie de escarabajo longicornio del género Rondibilis, tribu Acanthocinini, subfamilia Lamiinae. Fue descrita científicamente por Breuning en 1968.

## Descripción
Mide 9 milímetros de longitud.

## Distribución
Se distribuye por Laos.